# Bertholdia myosticta
Bertholdia myosticta är en fjärilsart som beskrevs av George Francis Hampson 1901. Bertholdia myosticta ingår i släktet Bertholdia och familjen björnspinnare. Inga underarter finns listade i Catalogue of Life.